# 戈德弗羅伊角
戈德弗羅伊角（英語：Godfroy Point）是南極洲的海岬，位於威廉群島，處於彼德曼島北端，由讓-巴蒂斯特·夏古率領的法國探險隊發現，現時由南極條約體系管理。